# Annals of Human Genetics
Annals of Human Genetics (Os Anais de Genética Humana), anteriormente conhecido como  Annals Eugenics é uma revista relativa à genética humana.
Foi criada em 1925 por Karl Pearson, professor inglês pioneiro da estatística, que defendia ideias eugênicas que hoje em dia seriam consideradas racistas, que já em 1901 tinha estabelecido a Biometrica. O nome foi mudado em 1954  para refletir o papel da eugenia na sociedade, após as violentas tentativas de expurgos raciais durante a Segunda Guerra Mundial.